# عروس نفرت‌انگیز
عروس نفرت‌انگیز (به انگلیسی: The Abominable Bride) یک اپیزود ویژه از سریال تلویزیونی بریتانیایی شرلوک است. این اپیزود در شبکهٔ بی‌بی‌سی یک و پی‌بی‌اس، در تاریخ ۱ ژانویه ۲۰۱۶ پخش شد. عنوان فیلم بر اساس نقل قول «ریکولتیِ پاچنبری و همسر نفرت‌انگیزش» در یکی از داستان‌های آرتور کانن دویل انتخاب شده‌است که به یکی از پرونده‌های شرلوک هولمز اشاره دارد.